# Will Vinson
Will Vinson (* 1. Juli 1977 in London) ist ein britischer, in den Vereinigten Staaten lebender Jazzmusiker (Altsaxophon, Komposition, auch Piano und Synthesizer). „Mit seinem ausgedehnten tonalen und dynamischen Spektrum auf dem Altsaxophon beschwört Vinson die Klänge einiger der berühmtesten Spieler des Instruments herauf,“ hieß es im Magazin Down Beat.

## Leben und Wirken
Vinson kam durch die große Jazz-Plattensammlung seines Vaters mit Musik in Kontakt. Mit zehn Jahren begann er Klavier zu spielen und studierte kurze Zeit klassische Musik. In seiner frühen Jugend hatte er Unterricht bei Leon Cohen, der nicht nur seine Liebe zu Jazztechnik und Harmonie förderte, sondern ihn auch mit Jazz-Fusion von Weather Report und Chick Corea bekannt machte. Mit 15 Jahren kauften ihm seine Eltern ein Saxophon und er lernte das Spielen im Privatunterricht und in der Schule. Nach einer Sehnenscheidenentzündung, die sein Klavierspiel beeinträchtigte, wechselte er zum Altsaxophon als Hauptinstrument. Erste Aufnahmen entstanden 1998, als er der Gruppe Ultrasound angehörte (Critical Moments).
Vinson zog 1999 von London nach New York, um an der Manhattan School of Music zu studieren, wo zu seinen Klassenkameraden Aaron Parks, Ambrose Akinmusire, Miguel Zenón und Jaleel Shaw gehörten. Seitdem arbeitete er dort mit eigenen Gruppen; des Weiteren spielte er mit Musikern wie Gonzalo Rubalcaba, Kurt Rosenwinkel, Mark Turner, Chris Potter, Aaron Parks, Ari Hoenig, Alan Ferber, Jonathan Kreisberg, Alex Sipiagin und Geoff Keezer. Vinsons amerikanisches Aufnahmedebüt war 2002 mit dem Album Down Homeless von VNMG, einem gemeinsamen Quartett mit dem Bassisten Thomas Morgan, dem Pianisten Steve Newcomb und dem Bassisten Peter Gabis. Zwei Jahre später veröffentlichte Vinson sein eigenes Debütalbum mit It's for You auf dem britischen Label Sirocco Music. Co-produziert mit Eivind Opsvik umfasste sein Quartett Parks, Morgan, die Gitarristin Sandra Hempel und den Schlagzeuger Mark Ferber.
Unter eigenem Namen entstanden in den folgenden Jahren weitere Alben Vinsons, so The World (Through My Shoes) (2010, mit Lage Lund, Orlando le Fleming und Jochen Rückert), des Weiteren Stockholm Syndrome, Live at COMA (2017), Trio Grande (2020, mit Gilad Hekselman, Antonio Sánchez) und, wiederum mit Orlando le Fleming und Lage Lund, Life of a Party (2022) mit Kurt Elling als Gastvokalisten. Für sein Album Four Forty One (2020) nahm Vinson seine Kompositionen mit fünf seiner bevorzugten Jazzpianisten auf, Sullivan Fortner, Tigran Hamasyan, Gerald Clayton, Fred Hersch und Gonzalo Rubalcaba sowie deren regulären Begleitern an Bass und Schlagzeug.

## Würdigung
„Komplexität und Raffinesse schaffen es oft, die Leute abzuschrecken, wenn es um Musik geht“, schrieb Dan Bilawsky in All About Jazz über Perfectly Out Of Place  (2016), aber Will Vinson habe es geschafft, beides in ein vollständig zugängliches und unterhaltsames Album zu packen.
Four Fourty One sei ein faszinierendes Album, das man allen Fans des zeitgenössischen Jazzpianos von ganzem Herzen empfehlen könne, meinte Ian Mann, ungeachtet der Tatsache, dass es unter dem Namen und der Leitung eines Saxophonisten veröffentlicht wurde.
Trio Grande sei das Debüt einer Band, das [mit Will Vinson, Gilad Hekselman und Antonio Sánchez] drei der erfinderischsten, aufregendsten und versiertesten Musiker vereine, lobte Jim Hynes im Glide Magazine; mit all der Freiheit, die das basslose Trio-Format biete, würden sie ihre Musik in überraschende Richtungen bringen.

## Diskographische Hinweise
- Stockholm Syndrome (2010), mit Aaron Parks, Lage Lund, Orlando Le Fleming, Kendrick Scott
- Live at Smalls (2012), mit Aaron Parks, Lage Lund, Matt Brewer, Marcus Gilmore
- Perfectly Out of Place (2016), mit Gonzalo Rubalcaba, Mike Moreno, Matt Penman, Jeff Ballard
- It's Alright with Three (Criss Cross Jazz, 2018)
- Four Fourty One (2020), mit Tigran Hamasyan, Gerald Clayton, Fred Hersch, Gonzalo Rubalcaba, Matt Brewer, Matt Penman, Rick Rosato, Larry Grenadier, Obed Calvaire, Billy Hart, Eric Harland, Clarence Penn, Jochen Rueckert
- Trio Grande (Whirlwind Recordings, 2020)
- Solo (2021)
- Tripwire (2022), mit Melissa Aldana, Matt Penman, Eric Harland
- Urban Myth (2023), mit Gilad Hekselman, Nate Wood